# Richard Bourke, Bá tước thứ 6 xứ Mayo
Richard Southwell Bourke, Bá tước thứ 6 của Mayo (21 tháng 2 năm 1822 - 8 tháng 2 năm 1872), từ năm 1842 đến năm 1867 được gọi là Lãnh chúa Naas và sau đó được gọi là Lãnh chúa Mayo ở Ấn Độ. Ông là một quý tộc, chính trị gia và nhà quản lý thuộc địa người Ireland gốc Anh. Từ năm 1869 đến 1872, ông được bổ nhiệm làm Phó vương kiêm Toàn quyền Ấn Độ. Sự nghiệp chính trị của ông gắn liên với Đảng Bảo thủ và là thành viên nổi bật của đảng này tại Dublin, Ireland.
Ông sinh trưởng trong một gia đình quý tộc lâu đời ở Ireland thuộc Anh, gia tộc của ông nhận tước vị Bá tước Mayo từ năm 1785 và khi ông nhận tước hiệu này đã là đời thứ 6.